# おおみちとせ
おおみ ちとせは、日本の女性ナレーター、声優。名古屋タレントセンター所属。
愛知県安城市出身。身長 157cm。

## 略歴
- 1982年 - デビュー[1]
- 1986年 - ACC中部CM合同研究会 タレント新人賞 受賞
- 1992年 - ACC中部CM合同研究会 タレント賞 受賞
- 2007年 - ACC中部CM合同研究会 タレント賞 受賞
- テレビ番組「遊びに行こっ!」のナレーションをシリーズ全体での放送期間を16年も務めた。

## 出演作品

### ナレーション

#### 過去放送番組
- iしてる（東海テレビ）
- ドランク魂!（東海テレビ）
- 次世代ワールドホビーフェア（東海テレビ）
- くらしクリエイトなごや（東海テレビ）
- 魅力すべて見せます!ディズニーミュージカル 美女と野獣（東海テレビ）
- ハートネットTV「信じて待つ はぐるまの家 母と子の日々」（Eテレ）[2]
- キャッチ!「輝いたあの時」(開局20周年記念番組)（中京テレビ）
- ろーかる直送便　ぎふスペシャル「笑う岐阜に福来る～第9回全日本学生落語選手権」（NHK総合）
- NHKプレマップ～すご技・千原ジュニアの顔をつくる～（NHK）
- おでかけカフェ（CBC）
- コージー冨田の住宅徹底調査（名古屋テレビ）
- FNSドキュメンタリー大賞「この海に幸あり」（石川テレビ）[3]
- どすこいッ！なんでも東海番付（テレビ愛知）
- 遊びに行こっ!（1997年4月5日 - 2008年3月29日、テレビ愛知）
  - 遊びに行こっ!〜旅するTV〜ホトチャンネル（2008年4月5日 - 2013年3月30日、テレビ愛知）

#### 現在放送番組
- 探Q!Aトリップ（2015年1月10日 - 、テレビ愛知）

### ゲーム
1998年
- アストラスーパースターズ

- わくわく7（六条麦）
  - 1996年11月21日 - アーケード
  - 1996年12月27日 - ネオジオ
  - 1997年6月20日 - セガサターン「拡張RAM専用」
  - 2008年6月26日 - PlayStation 2「サンソフトコレクション」
  - 2010年4月27日 - Wii「バーチャルコンソール」

### その他
- 〈アニメ〉ゆかいなルディ（ルディ）
- 〈Flashアニメーション〉江戸へタイムスリップ！よしなおくんからの手紙（義直、春姫、お亀の方、小姓）[4]